# Cycas conferta
Cycas conferta — вид голонасінних рослин класу саговникоподібні (Cycadopsida).
Етимологія: від латинського confertus — «переповнений», з посиланням на близьке скупчення листових асоціацій на хребті.

## Опис
Стебла деревовиді, 4(7) м заввишки, 9–13 см діаметром у вузькому місці. Листки яскраво-зелені (злегка блакитні), тупі, 70–110 см завдовжки. Пилкові шишки яйцевиді, оранжеві, довжиною 11–18 см, 8–12 см діаметром. Мегаспорофіли 17–22 см завдовжки, сіро-повстяні і коричнево-повстяні. Насіння плоске, від яйцевидого до довгастого, довжиною 40 мм, шириною 30 мм; саркотеста помаранчево-коричнева, злегка вкрита нальотом, 2–3 мм завтовшки.

## Поширення, екологія
Країни поширення: Австралія (Північна територія). Росте на піщаних ґрунтах в основному з гранітів або грубих пісковиків. Пов'язаний з евкаліптом і травами. Популяції знаходяться в основному на скелястих оголеннях порід. Ґрунти сірі гравійні суглинки. Eucalyptus miniata є панівним видом там.

## Загрози та охорона
У минулому, велике населення в Гаррієт Крик широко збиралося для насіння. Деякі з невеликих груп населення вздовж Какаду шосе були серйозно порушені минулим видаленням рослин. Тим не менш, через велику кількість істотних областей, вид нині не піддається значному ризику. Деякі поселення виду зберігається на території Національного парку Какаду.

## Систематика
В деяких джерелах розглядається як синонім Cycas lanepoolei C.A.Gardner